# Acadia
Acadia (în franceză Acadie) a fost prima colonie franceză din Canada de astăzi. Capitala Acadiei a fost Port-Royal (Acadie)⁠(fr)[traduceți], redenumită în Annapolis Royal după ocupația britanică.

## Istoric
Asediul orașului Port Royal⁠(en)[traduceți] s-a desfășurat între 5-13 octombrie 1710 și s-a încheiat cu victoria britanică. Efectivele franceze au fost de 300 de soldați, față de cei 2.000 de soldați britanici, ajutați de irochezi.
Situația Acadiei a fost reglementată internațional prin Tratatul de la Utrecht din anul 1713.